# Boyd Kirkland
Boyd Douglas Kirkland (11 de novembro de 1950 - 27 de janeiro de 2011) foi um diretor de televisão americano, especializados em desenhos animados. Era mais conhecido por seu trabalho em X-Men Evolution. Seus outros trabalhos famosos incluídos Batman: The Animated Series.
Sofria de fibrose pulmonar idiopática (FPI) e doença pulmonar intersticial (DPI). Morreu à espera de um transplante de pulmão, no Ronald Reagan UCLA Medical Center, em 27 de janeiro de 2011. 

## Biografia
Kirkland nasceu em Utah como membro da Igreja de Jesus Cristo dos Santos dos Últimos Dias (LDS Church).  Graduou-se em Administração de Negócios pela Weber State College em Ogden, Utah.  Sua carreira na animação iniciou-se em 1979 como artista de layout.  Entrou para XAM! Productions, uma parceria baseada em Salt Lake City, que subcontratou o maior estúdio de base de Los Angeles. Ele se mudou com sua família para Los Angeles em 1986.
Kirkland publicado artigos sobre a natureza de Deus em pensamento Mórmon.   Após breves pedidos de respostas de líderes da igreja, Kirkland continuou a sua própria investigação sobre a controvérsia, resultando em artigos publicados em Sunstone Magazine, Dialogue: A Journal of Mormon Thought, e capítulos de Line Upon Line: Essays on Mormon Doctrine.
Kirkland trabalhou como produtor de Attack of the Killer Tomatoes: The Animated Series, e com storyboards para G.I. Joe: The Movie, Little Nemo: Adventures in Slumberland, My Little Pony: The Movie, e Starchaser: The Legend of Orin. Ele também trabalhou em vários cartoons mórmons para Living Scriptures, Inc., incluindo "The Savior in America" e "The Miracles of Jesus."

## Trabalhos
- X-Men: Evolution - Produtor e roteirista.
- SubZero
- Batman: Mask of the Phantasm
- Batman: The Animated Series
- The Avengers: Earth's Mightiest Heroes!